# Lenomys meyeri
Lenomys meyeri és una espècie de mamífer rosegador de la família dels múrids. És endèmic de Sulawesi (Indonèsia), on viu a altituds d'entre 0 i 1.559 msnm. Es tracta d'un animal folívor. El seu hàbitat natural són els boscos tropicals humits, tant de plana com de l'estatge montà. Les poblacions de plana estan amenaçades pel creixement urbà, la tala d'arbres i la transformació del seu medi per a usos agrícoles. Aquest tàxon fou anomenat en honor de l'antropòleg i ornitòleg alemany Adolf Bernhard Meyer.